# 함부르크선 도심연결선
함부르크선 도심연결선(독일어: Hamburger Stadtbahnanschluss)은 1882년 개통된 철도 노선으로, 베를린 도심선과 베를린-함부르크선 사이를 연결한다. 장거리 및 지역간 여객 열차가 주로 사용하는 노선이다.

## 역사

### 초기
1870년대 초반까지 베를린은 다양한 사유 철도 회사에서 노선을 설치했으며, 이들은 모두 별개의 시내 중앙역에서 착발했다. 1867년부터 1877년까지 국영 베를린 순환선이 영업을 시작하면서, 건설 당시에는 베를린 도심철도회사(Berliner Stadteisenbahngesellschaft)의 사유 철도였다가 파산을 통해서 1878년부터 국영 철도가 된 베를린 도심선과 연결되었다. 함부르크선은 프로이센 왕국과 1877년 11월 2일에 체결한 계약에 의해서 7.5 km 거리의 도심선 연결선을 건설해야 했다. 베를린 샤를로텐부르크역 서쪽, 베를린 순환선과 베를린-블랑켄하임선이 교차하는 점 이전에서 분기하며 건설 당시에는 아무것도 없었던 숲이었던 그루네발트 동부 지역을 지나서 함부르크선의 구 슈판다우역과 연결된다. 1882년 6월 1일부터 연결선의 영업이 시작되었으며, 이와 동시에 베를린 도심선에도 장거리 열차가 진입했다.
당시 베를린과 슈판다우를 연결했던 레어테선에도 비슷한 연결선이 건설되었다. 레어테선 연결선은 샤를로텐부르크역에서 시작하여 북쪽으로 진행하여 순환선과 연결되었고, 베를린 베스트엔트역 일대를 지난 다음 서쪽으로 진행하여 레어테선과 연결되었다.
1884년 3월 29일 계약으로 함부르크선이 국유화되었다. 함부르크선 본선은 알토나 철도국, 연결선은 베를린 철도국이 관할하게 되었다. 레어테선의 국유화 이후에 두 노선의 베를린 구간 운행이 조정되었다. 과거 함부르크선의 선로로는 양방향 여객 철도가 운행하며, 과거 레어테선의 선로로는 화물 철도가 운행한다. 이에 따라서 레어터선 도심연결선은 화물용, 함부르크선 도심연결선은 여객용으로 사용되었다. 1889년부터는 함부르크선뿐만 아니라 레어테선 열차도 함부르크선 도심연결선을 통해서 도심으로 진입했다. 1890년대 초반부터 도심선에는 용량이 부족해지기 시작했다. 함부르크 방면 장거리 열차는 1891년 6월 1일부터 레어테역에서 함부르크역으로 종착역이 변경되었다. 그 결과 함부르크선 도심연결선은 근교 열차와 레어테선 열차의 대부분만이 사용했다.

### 20세기

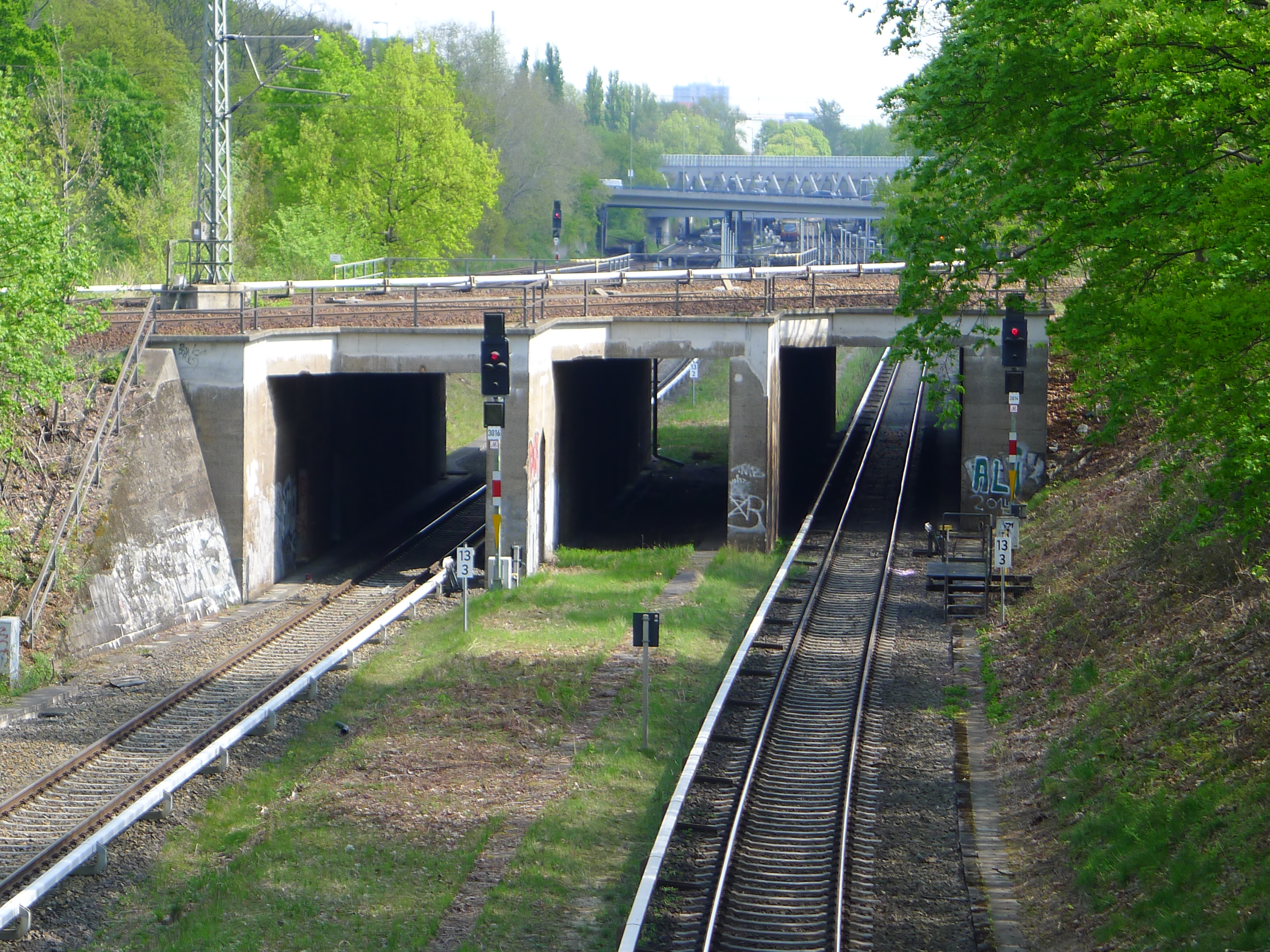
그루네발트 방면 S반 선로 입체 교차, 2014년

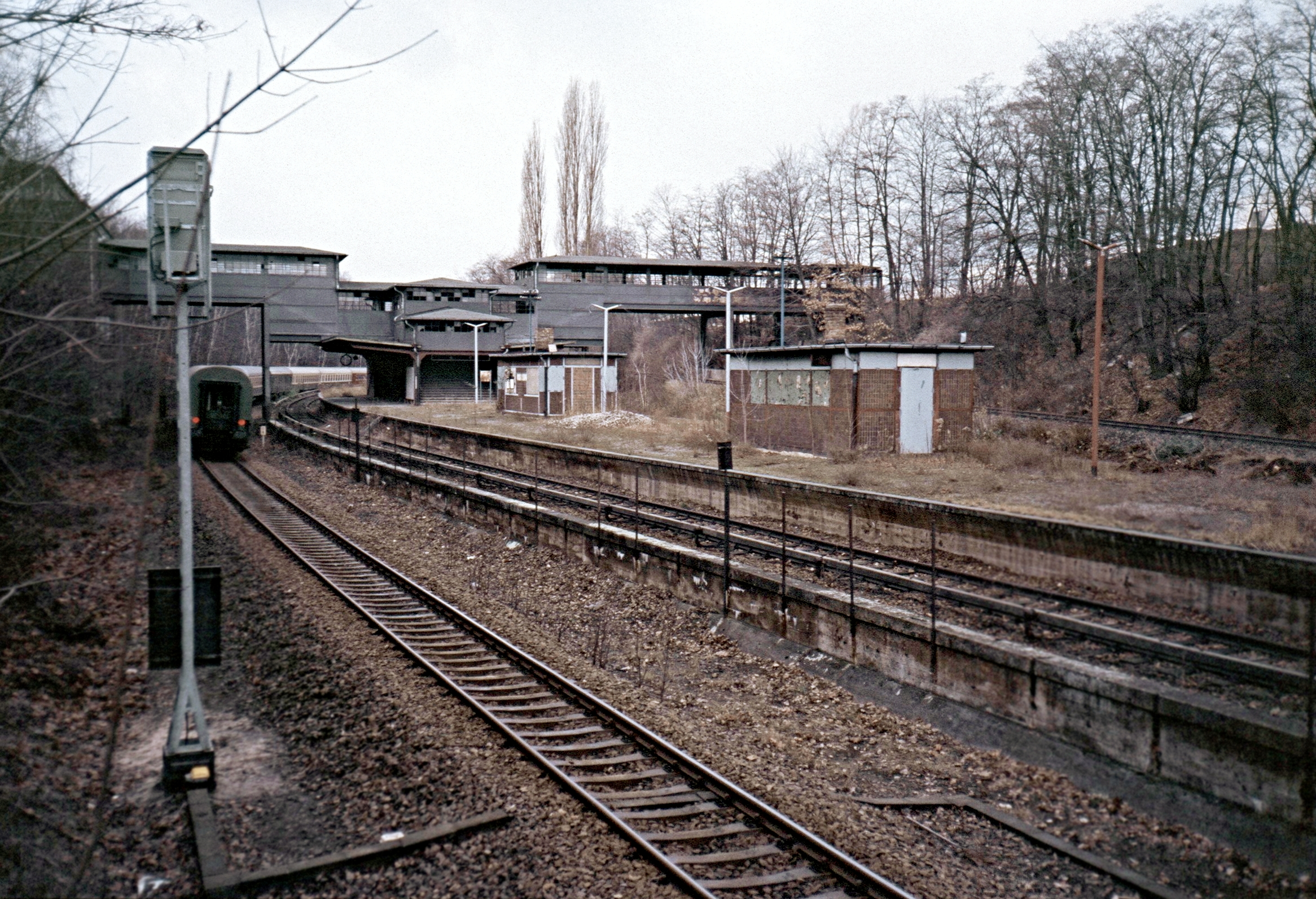
함부르크 방면 회랑열차, 1986년

1905년에는 슈판다우 - 도심선(열차선) - 슈트라우스베르크간 근교선 열차가 함부르크선 도심연결선으로 운행했다. 나우엔 - 슈판다우 - 베를린 등 슈판다우를 경유하는 다른 근교선 열차는 함부르크선을 통해서 레어테역으로 운행했다.
1909년까지는 슈판다우와 샤를로텐부르크 사이에 중간역이 없었다. 1909년 11월 1일 헤어슈트라세역이 개통했다. 수 개월 전에는 행사 시 사용하는 임시 승강장으로 렌반(Rennbahn, 현재의 올림피아슈타디온역)역이 개통했다. 1911년에는 근교선이 베를린 피헬스베르크역을 경유하여 슈판다우 방면으로 연장되었다. 슈판다우 근교선은 이후 헤어슈트라세역 이북으로 향하는 근교 열차를 처리하게 되었고, 나머지 장거리 열차는 과거의 도심연결선을 사용하게 되었다.
1920년대 말 베를린 메세가 확장되면서, 함부르크선 도심연결선의 노반이 남쪽으로 이설되어 1927년 8월 15일부터 영업을 시작했다. 이듬해부터는 헤어슈트라세역 방면으로 근교선과 장거리 열차선이 분리되었고, 근교선은 직류 전철화되어 1928년 8월 23일부터 S반 열차가 운행하기 시작했다. 그와 동시에 근교선에 아이히캄프역이 개업했다.
제2차 세계 대전과 독일 및 베를린의 분단으로 베를린의 많은 종착역이 1952년까지 폐역되었다. 베를린에서 함부르크 및 레어테 방면의 동독 통과 열차는 함부르크선 도심연결선 경유로 변경되었다. 서베를린에서 교외 지역으로의 여객 영업은 중단되었고, 헤어슈트라세역 이북의 복선 선로는 단선으로 축소되었다.
베를린 장벽 건설 이후 1961년 12월부터 슈타켄 및 알브레히트스호프 국경 통과점이 폐쇄되면서 함부르크선 도심연결선의 모든 정규 여객 열차가 중단되었고 노선이 사실상 방치 상태가 되었다. 1973년에 발행된 지도에서는 노선이 철거된 것으로 표기되었다. 1976년에 슈타켄 국경 통과점이 재개통하면서 도심선의 일부 열차가 함부르크 방면으로 진행할 때 이 노선을 경유하게 되었다.

### 1990년 이후

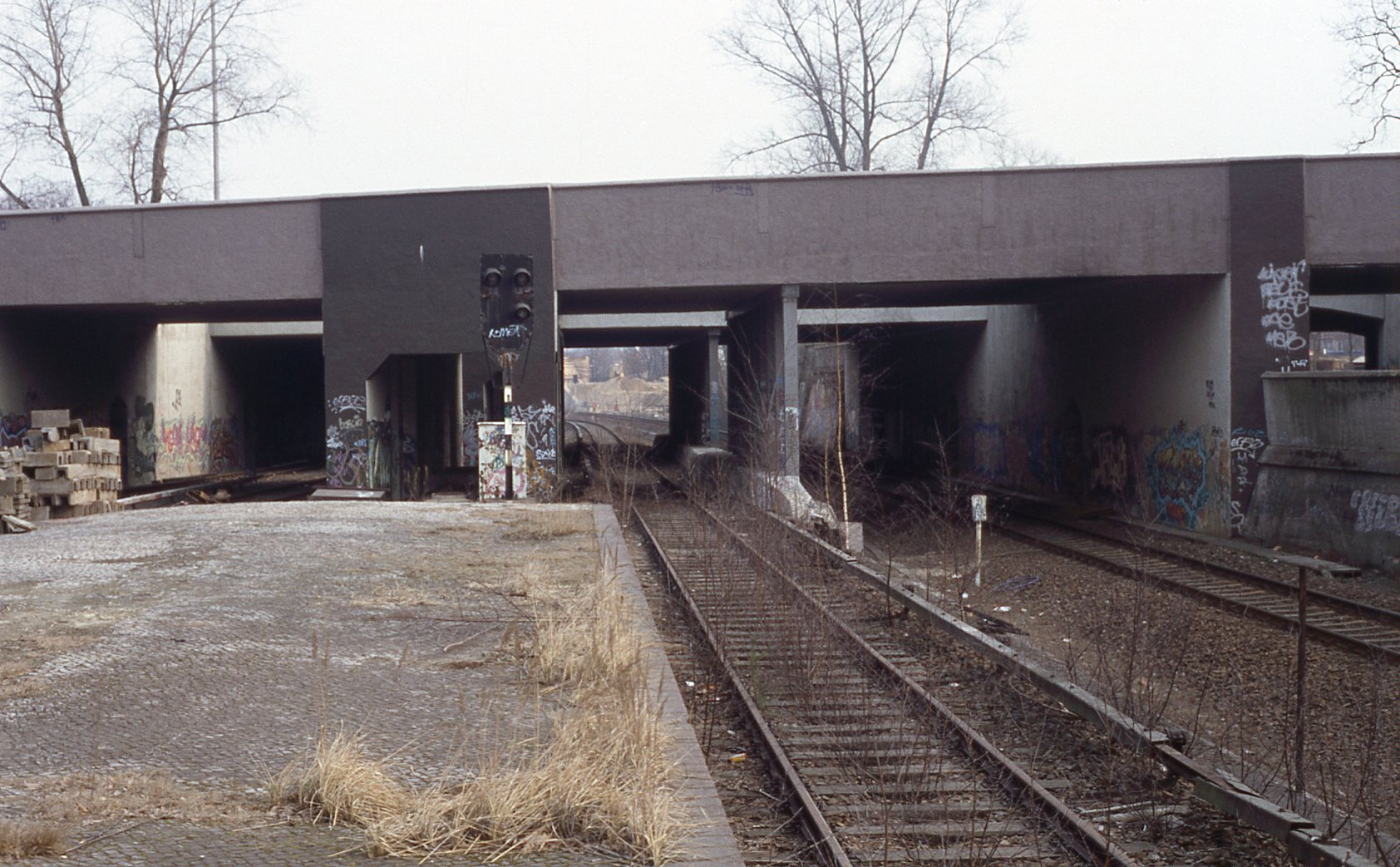
메세담 교량에서 바라본 근교선(왼쪽)과 당시의 장거리선(오른쪽), 1993년

베를린 장벽 붕괴 이후 교통량이 다시 증가했다. 1991년부터 도심연결선을 통해서 나우엔 방면으로의 근교 열차가 다시 운행하기 시작했고, 함부르크선 및 레어테선 방면 장거리 열차 운행도 증가했다. 1994년과 1995년에는 건설 공사로 인하여 노선이 폐쇄되었고, 슈판다우 근교선을 통해서 장거리 열차가 운행했다. 1997년에는 슈판다우-샤를로텐부르크 구간이 전철화되었다.
1990년대에는 전체 도심선, 도심연결선, 이들과 연결되는 선로가 개보수되었다. 베를린 도심선도 다시 복선화되었고 전철화되었다. 1998년 6월 도심선의 장거리 열차선이 재개통된 이후에는 베를린 도심에서 함부르크선 및 레어테선 방면으로 진출할 수 있는 유일한 노선이었기 때문에 교통량이 급격하게 증가했다. 2006년 5월 개통한 베를린 남북 장거리선이 생기고 나서는 베를린 북부선 열차 중 일부가 함부르크선과 북부선간을 베를린 외곽순환선을 통해서 운행하게 되었다.

## 구간

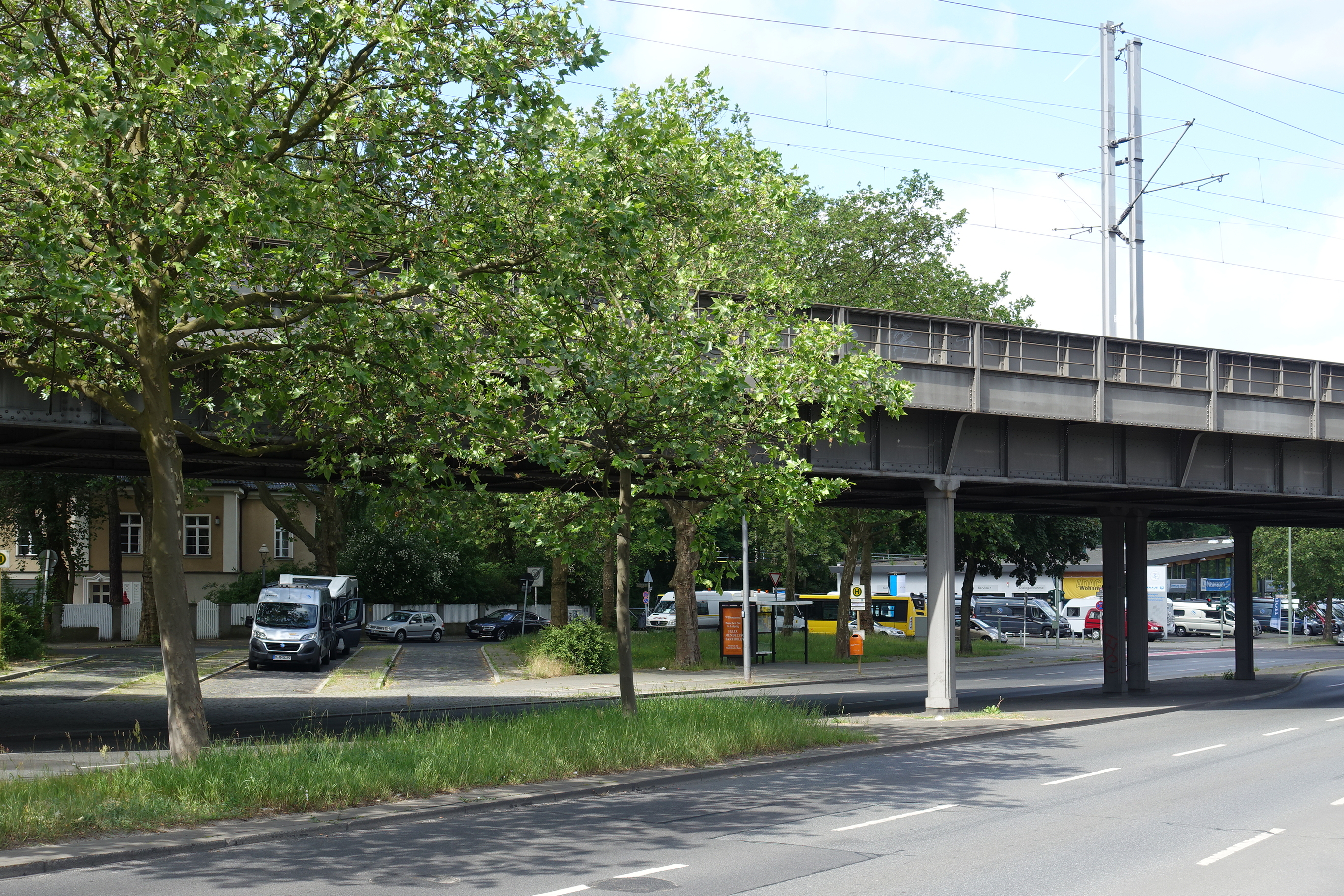
샤를로텐부르거 쇼세 철교, 2017년

원래 노선은 베를린 순환선과 베를린-블랑켄하임선의 교차점 동쪽에서 분기하며, 순환선을 건너서 헤어슈트라세역까지 진행했다. 건설 당시 노선은 베를린 메세 부지와 1928년에 개통한 베를린 베스트크로이츠역으로 대체되었다. 1928년 이후 노선은 샤를로텐부르크역에서 시작하여 베를린-블랑켄하임선까지 평행하게 진행하며 순환선과의 교차점에서부터 방향이 갈라진다. 중간 선로는 함부르크선 도심연결선, 외선은 베를린-블랑켄하임선이 사용한다. 이 두 노선은 헤어슈트라세역 일대까지 노반을 공유한다. 슈판다우 방면 S반은 베를린 메세 쥐트역 진입 이전까지는 장거리선 이북에 위치해 있으며, 이 역 일대에서 장거리선과 입체 교차한다. 그 후 장거리선은 헤어슈트라세역 인근에서 북북서쪽으로 방향을 전환하며, 올림피아슈타디온역 일대 지하철 선로, 샤를로텐부르거 쇼세, 레어테선의 옛 노반과 입체 교차한 다음 룰레벤 화물역 일대에서 함부르크선과 다시 연결된다.
베를린 도심선의 열차선과 동일한 노선 번호 6109번을 사용하며, 베를린 동역 기점으로 거리가 매겨져 있다. 6109번 노선의 끝은 동역 기점 18.3 km로 함부르크선과의 합류점이다. 합류점 일대는 슈판다우역 장내에 속하지만 여객 승강장에서는 1 km 동쪽으로 떨어져 있다. 과거 지도에서는 구 슈판다우역(현재의 베를린 슈트레소역)까지 거리가 설정되어 있다.